# Jonny O'Mara
Jonny O'Mara (* 2. března 1995 Arbroath) je britský profesionální tenista a deblový specialista. Ve své dosavadní kariéře na okruhu ATP Tour vyhrál tři deblové turnaje. Na challengerech ATP a okruhu ITF získal jeden titul ve dvouhře a dvacet tři ve čtyřhře.
Na žebříčku ATP byl ve dvouhře nejvýše klasifikován v dubnu 2017 na 489. místě a ve čtyřhře pak v květnu 2020 na 44. místě. Trénuje ho Louis Cayer. Dříve tuto roli plnili Colin Fleming a Toby Smith.

## Tenisová kariéra
V rámci hlavních soutěží událostí okruhu ITF debutoval v květnu 2011, když na turnaj v Edinburghu obdržel divokou kartu. V úvodním kole podlehl krajanu Davidu Riceovi. Na okruhu ATP World Tour se premiérově představil, opět díky divoké kartě, ve čtyřhře AEGON International 2017, konané na eastbournské trávě. S Britem Scottem Claytonem vypadli v úvodní fázi s česko-argentinským párem Jiří Veselý a Diego Schwartzman. O týden později prožil první start v nejvyšší grandslamové kategorii, když s Claytonem získali divokou kartu do deblové soutěže Wimbledonu 2017. Ve druhé fázi však nenašli recept na finsko-australský pár Henri Kontinen a John Peers.
Premiérovou trofej na túře ATP vyhrál o rok později s krajanem Lukem Bambridgem na Nature Valley International 2018 v Eastbourne, když do soutěže získali divokou kartu. Ve čtvrtfinále vyřadili nejvýše nasazené Kolumbijce Juana Sebastiána Cabala s Robertem Farahem a v semifinále švédsko-francouzskou dvojici Roberta Lindstedta s Édouardem Rogerem-Vasselinem. V boji o titul pak zdolali britskou sourozeneckou dvojici Kena a Neala Skupských po dvousetovém průběhu. Druhou trofej si odvezl opět s Bambridgem z říjnového Stockholm Open 2018, na němž zastavili bratry Skupské ve čtvrtfinále. V závěrečném utkání přehráli novozélandsko-nizozemské turnajové trojky Marcuse Daniella s Wesleym Koolhofem díky zvládnutým koncovkám obou sad. Celkový poměr zápasů vítězných Britů na túře ATP po turnaji činil 9–4.

## Finále na okruhu ATP Tour
| Legenda                   |
| D – dvouhra; Č – čtyřhra  |
| Grand Slam (0)            |
| Turnaj mistrů (0)         |
| ATP Tour Masters 1000 (0) |
| ATP Tour 500 (0)          |
| ATP Tour 250 (3–4 Č)      |

### Čtyřhra: 7 (3–4)
| Stav      | č. | datum           | turnaj                         | povrch     | spoluhráč       | soupeři ve finále                                   | výsledek       |
| --------- | -- | --------------- | ------------------------------ | ---------- | --------------- | --------------------------------------------------- | -------------- |
| Vítěz     | 1. | 29. června 2018 | Eastbourne, Spojené království | tráva      | Luke Bambridge  | Ken Skupski Neal Skupski                            | 7–5, 6–4       |
| Vítěz     | 2. | 21. října 2018  | Stockholm, Švédsko             | tvrdý (h)  | Luke Bambridge  | Marcus Daniell Wesley Koolhof                       | 7–5, 7–6(10–8) |
| Finalista | 1. | leden 2019      | Puné, Indie                    | tvrdý      | Luke Bambridge  | Rohan Bopanna Divij Šaran                           | 3–6, 4–6       |
| Finalista | 2. | březen 2019     | São Paulo, Brazílie            | antuka (h) | Luke Bambridge  | Federico Delbonis Máximo González                   | 4–6, 3–6       |
| Finalista | 3. | květen 2019     | Estoril, Portugalsko           | antuka     | Luke Bambridge  | Jérémy Chardy Fabrice Martin                        | 5–7, 6–7(3–7)  |
| Finalista | 4. | únor 2020       | Santiago, Chile                | antuka     | Marcelo Arévalo | Roberto Carballés Baena Alejandro Davidovich Fokina | 6–7(3–7), 1–6  |
| Vítěz     | 5. | 3. října 2021   | Sofie, Bulharsko               | tvrdý (h)  | Ken Skupski     | Oliver Marach Philipp Oswald                        | 6–3, 6–4       |

## Tituly na challengerech ATP a okruhu Futures
| Legenda                    |
| -------------------------- |
| Challengery (0–0 D; 7–7 Č) |
| Futures (1–2 D; 16–8 Č)    |

### Dvouhra (1 titul)
| č. | datum         | turnaj                      | povrch | soupeř ve finále | výsledek           |
| -- | ------------- | --------------------------- | ------ | ---------------- | ------------------ |
| 1. | července 2016 | Castelo Branco, Portugalsko | tvrdý  | Julian Ocleppo   | 3–6, 7–5, 7–6(7–2) |

### Čtyřhra (23 titulů)
| č.  | datum          | turnaj                           | povrch      | spoluhráč             | soupeři ve finále                      | výsledek                |
| --- | -------------- | -------------------------------- | ----------- | --------------------- | -------------------------------------- | ----------------------- |
| 1.  | května 2014    | Edinburgh, Spojené království    | antuka      | Marcus Willis         | Maverick Banes Gavin van Peperzeel     | 7–6(7–3), 6–1           |
| 2.  | května 2014    | Newcastle, Spojené království    | antuka      | Marcus Willis         | Maverick Banes Gavin van Peperzeel     | 7–6(10–8), 6–1          |
| 3.  | září 2014      | Bol, Chorvatsko                  | antuka      | Christopher O'Connell | Blaž Bizjak Peter Mick                 | 6–2, 6–4                |
| 4.  | října 2015     | Šarm aš-Šajch, Egypt             | tvrdý       | Scott Clayton         | Mohamed Safwat Issam Haitham Taweel    | 6–2, 6–4                |
| 5.  | října 2015     | Šarm aš-Šajch, Egypt             | tvrdý       | Scott Clayton         | Karol Drzewiecki Maciej Smola          | 7–6(10–8), 6–1          |
| 6.  | března 2016    | Faro, Portugalsko                | tvrdý       | Scott Clayton         | Erik Crepaldi André Gaspar Murta       | 6–2, 7–5                |
| 7.  | července 2016  | Idanha-a-Nova, Portugalsko       | tvrdý       | Scott Clayton         | Nuno Deus Jorge Hernando Ruano         | 6–2, 6–4                |
| 8.  | srpna 2016     | Minsk, Bělorusko                 | tvrdý       | Scott Clayton         | George Tsivadze Anıl Yüksel            | 6–4, 3–6, [13–11]       |
| 9.  | října 2016     | Loughborough, Spojené království | tvrdý (h)   | Scott Clayton         | Billy Harris Mateusz Terczynski        | 6–3, 6–2                |
| 10. | listopadu 2016 | Sheffield, Spojené království    | tvrdý (h)   | Scott Clayton         | Alastair Gray Ewan Moore               | 6–4, 6–4                |
| 11. | listopadu 2016 | Barnstaple, Spojené království   | tvrdý (h)   | Scott Clayton         | Hunter Callahan Nicholas S. Hu         | 6–4, 7–5                |
| 12. | prosince 2016  | Dauhá, Katar                     | tvrdý       | Scott Clayton         | Lenny Hampel Sebastian Ofner           | 6–4, 6–4                |
| 13. | prosince 2016  | Dauhá, Katar                     | tvrdý       | Scott Clayton         | Baptiste Crepatte Quentin Folliot      | 6–0, 6–0                |
| 14. | prosince 2016  | Dauhá, Katar                     | tvrdý       | Scott Clayton         | Edoardo Eremin Julian Ocleppo          | 7–6(7–0), 6–4           |
| 15. | dubna 2017     | La Grande-Motte, Francie         | tvrdý       | Scott Clayton         | Yannick Jankovits Jonathan Kanar       | 6–4, 6–2                |
| 16. | července 2017  | Dublin, Irsko                    | koberec     | Scott Clayton         | Peter Bothwell Lloyd Glasspool         | 6–1, 6–3                |
| 1.  | září 2017      | İzmir, Turecko                   | tvrdý       | Scott Clayton         | Denys Molčanov Serhij Stachovskyj      | bez boje                |
| 2.  | únor 2018      | Bergamo, Itálie                  | tvrdý (h)   | Scott Clayton         | Laurynas Grigelis Alessandro Motti     | 5–7, 6–3, [15–13]       |
| 3.  | červen 2018    | Surbiton, Spojené království     | tráva       | Luke Bambridge        | Ken Skupski Neal Skupski               | 7–6(13–11), 4–6, [10–7] |
| 4.  | září 2018      | Orléans, Francie                 | tvrdý (h)   | Luke Bambridge        | Yannick Maden Tristan-Samuel Weissborn | 6–2, 6–4                |
| 5.  | srpen 2019     | Vancouver, Kanada                | tvrdý       | Robert Lindstedt      | Treat Conrad Huey Adil Shamasdin       | 6–2, 7–5                |
| 6.  | říjen 2019     | Mouilleron-le-Captif, Francie    | tvrdý (h)   | Ken Skupski           | Sander Arends David Pel                | 6–1, 6–4                |
| 7.  | listopad 2021  | Eckental, Německo                | koberec (h) | Roman Jebavý          | Ruben Bemelmans Daniel Masur           | 6–4, 7–5                |